# تحالف الحرية الصهيوني
 ان تحالف الحرية الصهيوني (ZFA) هو حركة صهيونية ناشطة على المستوى الشعبي تدعو لحقوق طبيعية وقانونية وتاريخية للشعب اليهودي في كامل أرض إسرائيل، والتي يظنون انها تشمل الأراضي التي تم الاستيلاء عليها خلال حرب الأيام الستة عام 1967. تأسست في عام 1999 من قبل نشطاء الحزب الصهيوني ماجشيمي هيرت رداً على ما اعتبروه مشاعر متزايدة معادية لإسرائيل بين الشباب في جميع أنحاء العالم.يدعي تحالف الحرية الصهيوني أن مطالبه لم يتم تقديمها منذ بدء اتفاقية أوسلو، وأن هذا أدى إلى جهل العالم بمطلب إسرائيل بجميع الأراضي الواقعة بين البحر الأبيض المتوسط ونهر الأردن. من منظور تحالف الحرية الصهيوني فان الصهيونية هي نضال ثوري وكذلك صوت للتحرر الوطني اليهودي. ويتنوع أعضاؤها من يهود متدينين وغير متدينين على حد سواء.

## المذهب

### الصهيونية الثورية
تأثرت بشدة بفلسفة إسرائيل إلداد، إن تحالف الحرية الصهيوني ينظر الي الصهيونية علي انها حركة التحرر الوطني للشعب اليهودي وثورة لا مثيل لها في أي تاريخ آخر للبشر تؤكد الحركة صحة هذا الادعاء بالتشديد على أنه بينما نجحت ثورات مختلفة في ترك بصماتها على التنمية البشرية، لم ينجح أي منها في إحياء لغة ميتة أو نقل دولة متفرقة من التشتت إلى موقع رئيسي. يعرّف تحالف الحرية الصهيوني الثورة الصهيونية على أنها تحرير للأراضي اليهودية من الحكم الأجنبي، وجمع الشعب اليهودي من المنفى إلى أرضه، وإحياء اللغة العبرية كلغة منطوقة للاستخدام اليومي، وخلق مجتمع مثالي سيكون بمثابة نموذج للعدالة الاجتماعية للعالم وعلي صعيد اخر. تنظر الحركة إلى نفسها على أنها طليعة هذه الثورة وغالباً ما تطلق على نفسها اسم «صوت التحرر اليهودي». تُنشر وجهات النظر المذكورة أعلاه على الموقع الإلكتروني للمنظمة وقد تم التعبير عنها بشكل متكرر من قبل زعيم تحالف الحرية الصهيوني يهودا هاوكين، الذي يستضيف برنامجين على الإنترنت على راديو عروتس شيفع
حقوق اليهود الوطنية 
في الوقت الذي يحاول فيه الزعماء اليهود الرئيسيون والمنظمات الموالية لإسرائيل في الجامعات الأمريكية تقديم دولة إسرائيل كدولة غربية ديمقراطية ذات تحديات أمنية عديدة، يتحدث تحالف الحرية الصهيونية عن إسرائيل كدولة شرق أوسطية لها حق معنوي وتاريخي شرعي في بلدها بأكملها. في مقابلة أجريت معه في يوليو 2008، صرح زعيم التحالف يهودا هاوكين لصحيفة ناشيونال نيوز:
"يجب أن نجعل العالم يفهم أن الأمة اليهودية، مثل أي دولة أخرى على هذا الكوكب، لديها الحق في تقرير المصير في دولتها. وليس في نصف الدولة، بل في الدولة بأكملها. نحن ليس لدينا أي شيء ضد أي دولة أخرى ولكن العالم اليوم لا يعاني من اى عجز في الدول العربية، حيث أن 77٪ من فلسطين [الأراضي الواقعة شرق نهر الأردن] هي دولة عربية، وعلى الأقل يحق لنا أن ناخذ 23٪ من المساحة المتبقية لنا لتكون دولة يهودية، وأضاف انه لا توجد اى قوة على الأرض لديها السلطة لتسلب منا أرضنا.

في نفس المقابلة، أغضب هاكوهين مجموعات المحافظين الجدد في الولايات المتحدة بقوله:
"لا يوجد أهمية لرأي التيار اليميني أو المحافظ حول رغبتنا في الحفاظ على وطننا [اليهودي] خاليًا من الحكم الأجنبي.إذا كنا حقا السكان الأصليين في الصراع، فيجب علينا أن ندافع عن قضيتنا من قبل الطلاب الليبراليين في كل مكان. خاصة وأن إدارة بوش التي تحتل العراق وتفرض قانونًا باتريوتًا على الشعب الأمريكي هي الإدارة نفسها التي تدفع إلى تطهير الشعب اليهودي من أجزاء من وطننا عرقًا.

يعتبر تحالف الحرية اليهودي الشعب اليهودي من الشعوب الأصلية في الشرق الأوسط وضحايا الإمبريالية الغربية. كثيراً ما أشار النشطاء البارزون في الحركة إلى أنبريطانيا العظمى، والأمم المتحدة، وحتى حكومة الولايات المتحدة، بذلت كل ما في وسعها لمنع قيام دولة يهودية من الوجود. لذلك فإن النضال الصهيوني، وفقاً لـتحالف الحرية اليهودي، هو كفاح معاد للإمبريالية يهدف إلى تحرير أرض إسرائيل من الحكم الأجنبي وتأمين حق الشعب اليهودي في تقرير المصير في بلدهم.
التحرير الوطني

كحركة تحرر وطنية، يزعم تحالف الحرية اليهودي الدعوة إلى الحرية لجميع الدول من الحكم الأجنبي (تحديدًا الشيشان والأكراد والأيرلنديين) ولكنها تنفي ان الحرية للأمة الفلسطينية التي يدعي التحالف بأنها غير موجودة. تقول الحركة رسمياً في «ميثاق الحرية» الخاص بها أنه بينما لا يزال هناك تحليل تاريخي جاد وموضوعي لمزاعم أن «الفلسطينيين» عربًا يشكلون مجموعة وطنية متميزة، فهناك أدلة دامغة على أن مفهوم مثل هذا الشعب كان اخترع كسلاح دعاية لاستخدامها في الحرب ضد الصهيونية. [5] ومن المعروف أيضا أن نشطاء التحالف يزعمون بجد أن الهوية الوطنية الفلسطينية قد اخترعت في 1960s من قبل جامعة الدول العربية والقوى الغربية لغرض سلب الشعب اليهودي من وطنهم. يدعي التحالف أن الشركات متعددة الجنسيات والحكومات الغربية التي تسعى إلى تعزيز العولمة تستخدم العرب الفلسطينيين كأداة سياسية ضد دولة إسرائيل وأن خط المواجهة في المعركة ضد العولمة هو في الواقع الكفاح من أجل الحفاظ على إسرائيل الكبرى. [6] ] على عكس حركات اليمين السياسي الإسرائيلي، يتجنب التحالف الخطابة المعادية للعرب [4] وتدافع في الواقع عن أن تصبح إسرائيل أكثر شرق أوسطية في طبيعتها. لقد طرح العديد من زعماء التحالف، بما في ذلك إيلي يوسف ويهودا هاكوهين، الحاجة إلى اتفاق سلام حقيقي بين إسرائيل والعرب، لكنهم رفضوا فكرة التنازلات الإقليمية لأن هذا سيكون - في رأي التحالف - ظلمًا تاريخيًا ضد الشعب اليهودي. 
على الرغم من معارضة العديد من سياسات الحكومات الإسرائيلية الأخيرة، يري التحالف أن دولة إسرائيل أهمية تاريخية كبيرة وتستحق الولاء لها. تضع الحركة الوحدة بين اليهود من جميع الإقامات على قدم المساواة مع السلامة الإقليمية لأرض إسرائيل، وبالتالي تعمل على خلق حوار وتقوية الرابطة بين اليهود بآراء سياسية ودينية معارضة.

### وجهات نظر حول السلام والصراع في الشرق الأوسط
على الرغم من أن أعضاء التحالف غير معروفين بآراء موحدة حول الحلول الممكنة عن الصراع العربي الإسرائيلي، فإن المنظمة تعارض رسمياً فكرة التنازلات الإقليمية من قبل إسرائيل. في الوقت نفسه، استخدم يهودا هاوكوهين برنامجه الإذاعي في مناسبات عديدة للتحدث ضد الخوف من الإسلام، وقد أوضح موقفًا يضع اللوم على الصراع ليس على الأكتاف العربية أو اليهودية ولكن على أطراف ثالثة، وخاصة الولايات المتحدة وأوروبا، محاولة للتوسط في الحلول بين الجانبين. في ديسمبر 2008، أخبر هاكوهين أخبار إسرائيل الوطنية أن:
«لقد كان البريطانيون هم الذين حولوا العرب واليهود في بعض الأحيان ضد بعضهم البعض من أجل تعزيز أجندة استعمارية خاصة لمنطقتنا. والآن تقوم الحكومات الغربية بتسليح كلا الجانبين ثم محاولة فرض حلول دبلوماسية اصطناعية.الحكومة الإسرائيلية وقيادات السلطة الفلسطينية اليوم تتصرفان كدمية للأنظمة الخارجية ويعاني السكان اليهود والعربيون المحليون من ذلك.إن الطريق لتحقيق سلام حقيقي بين الشعوب هنا هو العمل من الأسفل إلى الأعلى وليس من الأعلى إلى الأسفل.الشعبان اليهودي والعربي كلاهما أصليان في الشرق الأوسط، لذا لدينا الكثير من الأشياء المشتركة.ولكن لكي تنجح الجهود الرامية إلى تحقيق السلام الحقيقي، يتعين على الحكومات الغربية والشركات متعددة الجنسيات أن تترك منطقتنا بمفردها وأن تسمح لليهود والعرب الأصليين بتسوية الأشياء فيما بيننا».

## الأنشطة
إن تحالف الحركة الصهيونية يختلف عن الحركات الصهيونية الأخرى في أنه يحارب لأسباب اجتماعية غالبا ما ترتبط باليسار مع الحفاظ على موقف الحق الثابت على الهوية الوطنية اليهودية وحدود إسرائيل.في نوفمبر / تشرين الثاني 2007، ذكرتوكالة التلغراف اليهودية أن تحالف الحرية الصهيونية سيقوم بتعزيز القومية الإسرائيلية في عشرين حرمًا جامعيًا أمريكيًا، ووصفت المجموعة بأنها ليبرالية اجتماعيًا بمواقفها اليمينية المتشددة في قضايا الحدود الإسرائيلية.على الموقع الإلكتروني للمنظمة، يزعم تحالف الحرية الصهيونية اتخاذ خطوة ثورية في العالم الصهيوني من خلال الجمع بين التمسك الأمين بالتطلعات القومية اليهودية مع الالتزام الثابت بالعدالة الاجتماعية داخل المجتمع.

### في الحرم الجامعي الأمريكي
يدرب تحالف الحرية الصهيونية الأنشطة في حرم الكلية لتعزيز ما تسميه المجموعة «التحرر اليهودي».في مجال الدعوة المؤيدة لإسرائيل، وهي الحركة الفريدة من نوعها لأنها تتحدث عن الحق الأخلاقي لإسرائيل في الأرض وليس احتياجات البلاد الأمنية.في فبراير / شباط 2008، أثارت منظمة تحالف الحرية الصهيونية جدلاً في جامعة بنسلفانيا من خلال تنظيم مظاهرة ضدكسر جدار الصمت، وهي مجموعة من الجنود الإسرائيليين السابقين الذين جاءوا إلى حرم الجامعة ليتحدثوا ضد وجود الجيش الإسرائيلي في الأراضي التي احتلتها إسرائيل في حرب الستة أيام عام 1967 .اتهم تحالف الحرية الصهيونية بأن كسر الصمت يجري بتمويل من الحكومات الغربية لتشويه دولة إسرائيل، وهو الاتهام الذي تم التحقق منه في وقت لاحق من قبل الجيروساليم بوست في يوليو 2009.في وقت التظاهرة، مقال في الصفحة الأولى والكرتون السياسي في صحيفة ديلي بنسلفانيا، صورت أنشطة تحالف الحرية الصهيونية؛ وهي غير راغبة في سماع آراء مخالفة لأفكارهم الخاصة.هذه الاتهامات تم دحضها في وقت لاحق من قبل زعيم تحالف الحرية الصهيونية المحلي بريان فينكل في خطاب إلى محرر الصحيفة الذي شرح وجهة نظر تحالف الحرية الصهيونية حول ما حدث. 

#### أسبوع تحرير إسرائيل
في أبريل 2008، أطلق تحالف الحرية الصهيونية برنامجًا لمدة أسبوع يسمى أسبوع تحرير إسرائيل في جامعة هوفسترا. خلال هذا الأسبوع من الأحداث، وصل تحالف الحرية الصهيونية إلى ما وراء المجتمع اليهودي واستهدف جمهورًا واسعًا من الطلاب من خلال الأفلام والمعارض الفنية والحفلات الموسيقية التي ركزت على الحقوق اليهودية لأرض إسرائيل والثورة اليهودية ضد الحكم البريطاني والحاجة إلى دولة إسرائيل لتصبح دولة مستقلة.

#### الوصول إلي الطلاب المسلمين
خلال أسبوع التحرير الإسرائيلي
فيجامعة ألباني في نوفمبر 2008، بذلت أنشطة تحالف الحرية الصهيونية جهدا للوصول إلى جمعية الطلاب المسلمين من أجل إيجاد أرضية مشتركة حول مجموعة من القضايا.
زعم قادة تحالف الحرية الصهيونية النجاح في التوصل إلى اتفاقات مع قادة الطلاب المسلمين في عدة نقاط وأخبرت اخبار إسرائيل الوطنية أن اتحاد الطلبة المسلمين في ألباني يعترف بحقوق الشعب اليهودي الوطنية وأقرت أنه لا توجد أمة عربية فلسطينية متميزة، وأنه لكي يتمكن اليهود والعرب من تحقيق السلام، يجب أن ينتهي التدخل الغربي في الشرق الأوسط. وافق تحالف الحرية الصهيونية واتحاد الطلبة المسلمين على أن كل من اليهود والعرب هم شعوب شرق أوسطية ولديهم الكثير من القواسم المشتركة وأن السلام لا يمكن تحقيقه إلا من خلال الحوار الشعبي.

#### العنف في بيركلي
اندلع العنف في 13 نوفمبر عام 2008 بين منظمة تحالف الحرية الصهيونية وطلاب من أجل العدالة في فلسطين في تجمع أسبوع تحرير إسرائيل الذي يعقد فيجامعة كاليفورنيا في بيركلي. بدا الحادثة التي وقعت خلال حفل تحالف الحرية الصهيونية الذي عرض فيه فناني موسيقى الهيب هوب من السود واليهود والمكسيكيين الذين يروجون لحرية إسرائيل من الضغط الغربي والتأثير الأجنبي عندما قام الطلاب المناهضون لإسرائيل يرفعون الأعلام الفلسطينية من شرفة تطل على مسرح الحفل. حاول نشطاء تحالف الحرية الصهيونية إزالة الأعلام واندلع القتال بين المنظمتين في حين اتهمت كلتا المجموعتين بعضهم البعض بالشروع في العنف، اتفق كلاهما على أن تحالف الحرية الصهيونية هو الذي ساد في المعركة الفعلية. في أعقاب الحادث أخبر أعضاء حركة طلاب من أجل العدالة في فلسطين شرطة بيركلي بأن الطلاب الموالين لإسرائيل قاموا بإثارة الإهانات العرقية ضد الطلاب العرب أثناء القتال لكن قادة تحالف الحرية الصهيونية نفوا هذه التهمة فهم ينظرون إلى أنفسهم والعرب على أنهم ينتمون إلى نفس الجنس السامي. 
 وقال زعيم تحالف الحرية الصهيونية يهودا هاكوهين الذي ألقى خطابا من المسرح خلال الحفل لإخبار إسرائيل الوطنية أنه يعارض الطلاب الذين يحاولون إزالة الأعلام ولكن مع ذلك اري قيمة في الحادث. 
«على الرغم من أنني أردت تجنب المشاجرة، فأنا أدرك قيمة النشطاء المعاديين لإسرائيل الذين يطرحون مكانهم من قبل الطلاب أنفسهم الذين غالباً ما يحاولون التسلط عليهم في صمت ربما لم يكن تحالف الحرية الصهيونية قد بدأ العنف ولكننا انتهينا بالتأكيد من ذلك. آمل أن يفكر حسام زكريا وهو عضو في جمعية طلاب من أجل العدل في فلسطين وطاقمه مرتين في المرة القادمة التي يريدون أن يحصلوا فيها على عراك جسدي مع أي من طلابنا»
وفي أعقاب الحادث قام أحد رجال الشرطة بدعوة اثنين من اليهود والعرب للمثول للقضاء بتهمة الاعتداء من قبل شرطة بيركلي. امتنعت المنظمات اليهودية الرئيسية عن اتخاذ أي طرف في النزاع ولكنها نأت بنفسها عن تحالف الحرية الصهيونية بإدانة جميع أعمال العنف وانتهاك سياسة الجامعة. 

### في إسرائيل
في أعقاب اتجاه العديد من الطلاب النشطاء من تحالف الحرية الصهيونية للهجرة إلى دولة إسرائيل، فقد أنشأت المنظمة منطقة محلية في القدس. ووفقاً لموقع المجموعة الإلكتروني فإن التركيز الرئيسي لأنشطة تحالف الحرية الصهيونية في إسرائيل يتمثل في زيادة الاستقلال السياسي للبلاد من خلال تثقيف الجمهور ضد قبول المساعدات الخارجية من الولايات المتحدة. كما شاركت منظمة تحالف الحرية الصهيونية في الكفاح ضد الانسحابات الإقليمية ومكافحة التمييز داخل المجتمع الإسرائيلي. 

#### لهروت تسيون
في أعقاب الانتخابات الوطنية الإسرائيلية عام 2009، اجتمع زعماء تحالف الحرية الصهيونية مع كوماه ومنظمات قومية أخرى لتأسيس حركة لهروت تسيون (من أجل حرية الصهاينة) ونصرة قضية الاستقلال الإسرائيلي.في ذكرى اغتيال المقاتل اليهودي أبراهام شتيرن، عقد لهروت تسيون مؤتمرا في القدس يفسر السبب الرئيسى لمعظم مشاكل إسرائيل أن يكون عدم استقلالها السياسي.و صرح ناشطو تحالف الحرية الصهيونية الذين حضروا المؤتمر لـ «إسرائيل ناشونال نيوز» إنه على الرغم من أن معظم الإسرائيليين «يعارضون تنازلات إقليمية»، فإنهم يعتقدون أيضًا أنه يجب على إسرائيل أن تطيع توجيهات الحكومات الأجنبية، التي غالباً ما تطالب بتنازلات كهذه. ففى اثناء المؤتمر
صرح يهودا ياكوهين:
«نحن نبدأ حركة جديدة هذه الليلة ستعمل من خلال قنوات مختلفة لتحقيق الحرية لأمتنا. هذا يعني الضغط على أعضاء الكنيست من مختلف الأحزاب لتقديم تشريعات ضد قبول أموال أجنبية أو إملاءات أجنبية. وكما يعني ذلك التظاهرات العامة المخطط لها استراتيجياً والمبادرات التعليمية التي تستهدف تعزيز الرغبة في الحرية بين أفراد شعبنا. هذا هو السبب الرئيسي لجيلنا لأن هذا هو السبب الاساسى للتحديات الإسرائيلية الكبرى. ففى العصور القديمة، عندما كانت الشعوب الأصلية تناضل من أجل حريتهم ضد الحكم الأجنبي، فإنهم يقومون بصك العملات المعدنية كإعلان للحرية. وعندما قاد يوهانان من غوش هالاف الثوار الصهاينة إلى معركة ضد روما، قام بصك العملات المعدنية مع البيان الوارد لحركه هيروت تزون» من اجل حريه صهيون«وهذا هو الاسم الذي اخترناه للسير تحت قيادته.»

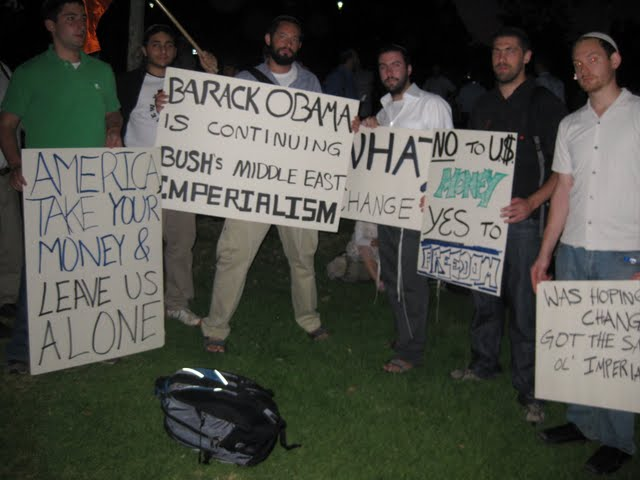
نشطاء تحالف الحرية الصهيونية يحتجون ضد الضغط الأمريكي من القنصلية الأمريكية في القدس.

 

#### تعزيز الوجود اليهودي لبيت حنينا
في عام
2009، انتقل عدد من أعضاء تحالف الحرية الصهيونية إلى مبنى بيت شيفا في حي بيت حنينا في القدس الشرقية . كان المبنى مأهولًا بمحاربين مخضرمين من جماعة ليحى بعد حرب استغرقت سته أيام عام 1967، وظل المبنى اليهودى الوحيد في حي عربي آخر. وإذ يساورها القلق من أنه في الوقت الذي يموت فيه قدامى المسنين المحاربين في ليهي سوف تصاب سيطره اليهود على المبنى بالوهن، بدأ نشطاء تحالف الحرية الصهيونية بالانتقال إلى شقق تم تركها شاغرة من قبل المستأجرين المتوفين .و اخبر أحد نشطاء تحالف الحرية الصهيونية الذين انتقلوا إلى المبنى "إسرائيل ناشونال نيوز" أن تحركه كان رداً على المجتمع الدولي الذي ضغط على الحكومة الإسرائيلية لايقاف التطور اليهودي في القدس الشرقية:
نحن هنا ليس فقط لإظهار دعم سكان بيت شيفا الحاليين، ولكن أيضاً لإظهار للعالم أن كل القدس كانت وستبقى تحت السيادة العبرية. لا يمكننا السماح للقادة الأجانب بالحث على سياسات الإسكان التي تعمل على التمييز ضد اليهود في أي مكان في إسرائيل، ناهيك عن ذلك في عاصمتنا "

#### برنامج شومرون التطوعي
تحالف الحرية الصهيونية ومكتب شومرون للاتصال تعاون في أغسطس 2009
لإنشاء برنامج تطوعي للطلاب الأمريكيين في التلال في منطقة السامرة. كانت الجاليات اليهودية المثيرة للجدل المحور الرئيسي للضغوط الأمريكية على الحكومة الإسرائيلية كما ان الطلاب الذين يتطلعون إلى تحدي واشنطن وتعزيز قبضة إسرائيل في المنطقة قضوا أسبوعًا في العمل والبناء والزراعة في يتسهار وشالفيهيت يام وهار براخا وكفار تابواش وحافات جلعاد.
وذكرت صحيفة جيروزاليم بوست أن زعيم تحالف الحرية الصهيونية يهودا هاكوهين يعمل مع عشرات من المشاركين في البرنامج وهم يزرعون كرمًا على قمة تل بالقرب من مستوطنه هار براخا، خارج مدينة شكيم بقليل ويقولون: 
«بالنسبة لنا، تعد العدالة هي القضية الرئيسيه . عندما نأتي إلى هنا لبناء ولزراعه ولدعم السكان المحليين، فإننا لا نتخذ ببساطة موقفاً سياسياً بشأن السياسة الإسرائيلية بل إننا نقاوم جريمة تاريخية المرتكبه ضد أمتنا».

وقال بنيامين روبن، زعيم تحالف الحرية الصهيونية من جامعة بنسلفانيا الذي انتقل إلى إسرائيل قبل شهر من البرنامج، للصحيفة:
«نحن هنا لتعزيز الاتصال بهذه الأرض تحديدًا، لأنها تحت ضغط كبير من القوى الخارجية التي تريد أن تبعدها عنا. إنه بيان يقول، نحن نبني شيئًا، نزرع شيء، سنكون هنا في المستقبل للاستمتاع»
نقلت وكالة أنباء ((ناشونال نيوز)) عن روبين، الذي شغل منصب مستشار الرحلة للبرنامج، قوله:
«نحن نعمل على تعزيز قبضة الشعب اليهودي على السامرة التي تحاول القوى الأجنبية أن تأخذها منا. بالنسبة للطلاب، القضية الرئيسية ليست السياسة بل العدالة. يملك الشعب اليهودي كل الحقوق القانونية والتاريخية في هذه الأرض، ويمنح البرنامج منفذًا للتعبير عن مقاومتنا».

أكد ديفيد هيفري، المدير التنفيذي لمكتب شومرون للعلاقات المتبادلة، لـ «إسرائيل ناشيونال نيوز» أن البرنامج كان تشغيل تجريبي لما يأمل أن يصبح برنامجًا تجريبيًا أساسيًا للطلاب اليهود في الشتات.
«من خلال هذا البرنامج الذي يستغرق أسبوعاً واحداً، يحصل هؤلاء الأطفال على فرصة عملية فريدة لمقابلة الرواد الذين يستقرون في تلال السامرة القاحلة ويشاركوا في إحياء الثقافة اليهودية والزراعة في وطننا القديم. نحن ممتنون لتعاون منظمة الحرية الصهيونية.التحالف والتخطيط المشترك لتشجيع مثل هذه البرامج في جميع أنحاء الحرم الجامعي في أمريكا، وهذه الشراكة بين المتطوعين الشباب والمزارعين اليهود في السامرة هي نعمة لكلا الجانبين: المزارعين بحاجة إلى أيدي عاملة، والشباب الحصول على تجربة لا تنسى تربطهم بالأرض إسرائيل»
في أكتوبر / تشرين الأول 2009، تم تكرار برنامج التطوع الذي استمر لمدة أسبوع في قرية إل ماتان